# Chettipalayam
Chettipalayam (en tamil: செட்டிபாளையம் ) es una localidad de la India en el distrito de Coimbatore, estado de Tamil Nadu.

## Geografía
Se encuentra a una altitud de 397 m.s.m. a 425 km de la capital estatal, Chennai, en la zona horaria UTC +5:30.

## Demografía
Según estimación 2010 contaba con una población de 34 720 habitantes.